# Каймаклы

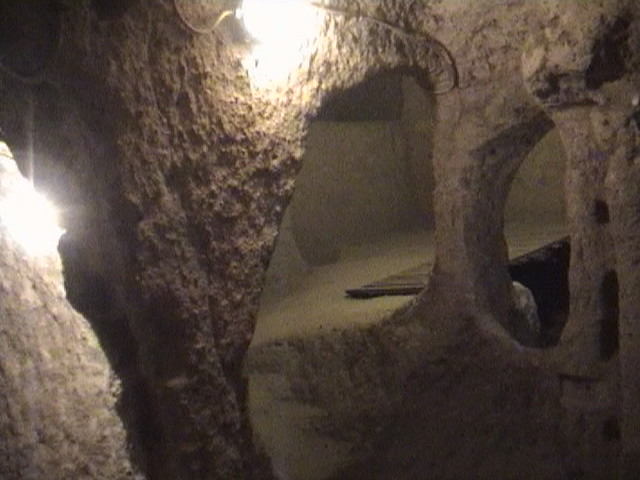
Пещеры Каймаклы

Каймаклы (тур. Kaymaklı — «из сливок», «сливочный») — один из крупнейших подземных городов в долине Каппадокия на территории современной Турции. Расположен в 18 километрах от столицы провинции Невшехир. Служил в качестве убежища для ранних христиан, спасавшихся бегством от религиозных преследований.
Город представляет собой систему туннелей и залов, выдолбленных в мягкой вулканической породе — туфе. Каймаклы состоит из восьми этажей. Первый уровень был построен ещё хеттами. В дальнейшем, в периоды Римского и Византийского правления площадь искусственных пещер только увеличивалась, что в итоге привело к образованию подземного города.
Этажи связаны между собой отвесными вентиляционными колодцами с водоёмами на дне. Входы в порталы перекрывались с помощью огромных каменных дисков. Для этого в центре делалось отверстие, куда вставлялся опорный стержень для перекатывания диска, после чего его закрепляли перекладинами. Подземные убежища в основном состояли из двухкомнатных «квартир», в которых за счёт системы вентиляции поддерживалась постоянная температура в +27 °C. В пещерах также обнаружены кухни, конюшни, винный погреб, часовня с исповедальней, складские помещения для хранения продовольствия на несколько месяцев. В стенах этого города могли укрываться около 15 000 человек.
Каймаклы связан 9-километровым туннелем с другим подземным городом Каппадокии — Деринкую. Они открыты для туристов с 1964 года. Правда, из восьми уровней Каймаклы для обозрения доступны лишь четыре, на более низких этажах ведутся археологические работы.